# Henri Bergson
Henri Bergson (18. října 1859, Paříž – 4. ledna 1941, tamtéž) byl francouzský filozof, jeden z nejvýznamnějších filozofů přelomu 19. a 20. století, představitel filozofie života vystupující proti tradici racionalistické a osvícenské filozofie, nositel Nobelovy ceny za literaturu za rok 1927. Ve své filozofii Bergson spojil myšlenky převzaté od německých iracionalistů (Schellinga v posledním období jeho činnosti a Schopenhauera) a spiritualistické a iracionalistické koncepce čelných francouzských idealistů — Maine de Birana a Boutrouxe.

## Život
Bergson pocházel z rodiny židovského hudebníka polského původu a Angličanky. Byl tradičně židovsky vychován, ale zejména pod vlivem Darwinovým se se svou vírou rozešel. Po studiích matematiky a filozofie působil jako učitel na středních školách (např. v Clermont-Ferrand), od roku 1898 přednášel na École normale supérieure a od roku 1900 na Collège de France. Zabýval se antickou filozofií, zejména Lucretiem a předsokratiky, později přednášel o novověké filozofii. Roku 1914 se stal členem Francouzské akademie.
V mládí pobýval a přednášel v Anglii i v USA, blízce se spřátelil s W. Jamesem a jeho prostřednictvím významně ovlivnil americkou filozofii. Intenzivně se zabýval anglickou filozofií (Spencer, J. St. Mill, Darwin) a studoval také biologii.
Bergson byl ve své době velmi populární a chodit na jeho přednášky se stalo dokonce společenskou módou. Ačkoliv nikdy nepsal jiné než filozofické texty, obdržel v roce 1927 Nobelovu cenu za literaturu „jako uznání za jeho bohaté a životodárné ideje a za skvělé umění, jímž byly prezentovány“ (citace z odůvodnění Švédské akademie). Stal se tak po Theodoru Mommsenovi a Rudolfu Euckenovi třetím nositelem této ceny, který nebyl spisovatelem krásné literatury, ale jiných spisů, které svou formou a pojetím mají literární hodnotu (jak to stojí v příslušných stanovách k Nobelově ceně).
Ve 20. a 30. letech byl Bergson také veřejně a dokonce diplomaticky činný a prosazoval smíření mezi evropskými národy. Názorově se přikláněl ke křesťanství a uvažoval i o křtu. Když však kolaborační Pétainova vláda začala po obsazení Francie nacisty pronásledovat Židy, zřekl se roku 1940 veřejně všech svých vyznamenání a ze solidarity se pokřtít nedal; nicméně na jeho pohřbu mluvil kněz.

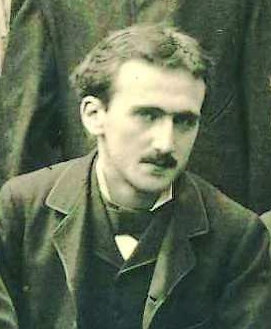
Henri Bergson (1878)

## Názory
Jeho vlastní filozofie staví proti analytickému racionalismu intuici jako předpoklad pro poznání světa a lidské existence. Stal se tak odpůrcem mechanistického výkladu života a kritikem metody exaktních věd a kritizoval i Darwinovu evoluční teorii. Zabýval se rovněž otázkami lidského vědomí a vztahu lidské mysli k tělu.
Bergson chápal skutečnost jako jednotu života, dynamickou a neustále se vyvíjející, neboť je nesena životním elánem, který se stále snaží překonávat vzdorující sílu hmoty. Vývoj pojímal jako vznikání nového, které se rodí z tohoto zápasu života s hmotou a překonává sklon k setrvačnosti. Metodou filozofie je intuice (případně intuitivní introspekce), nikoli analýza. Významná je jeho teorie času jako trvání a paměti, velkou pozornost vyvolal svou teorií svobody, morálky a náboženství.
Ve svých filozofických a esejistických dílech osvědčil Bergson originální stylistické umění s bohatstvím metafory, obrazu a analogie. V pozoruhodné knize Smích zasáhl do teorie literatury a zaměřil se na komedii ve vztahu k estetice a k filozofii umění. Umění se mu na základě jeho teorie intuice jeví jako proces vzpomínání a snění, nikoliv jako napodobování a poznávání světa a přírody.

### Élan vital
Pojem „životní vzmach“ (v originále élan vital – do angličtiny bývá obvykle překládán jako vital force či vital impetus, tedy hybná síla, impuls, podnět, stimul) je jedním z ústředních pojmů celého Bergsonova díla a je v úzkém spojení s dalším jeho pojmem „tvořivého vývoje“. Životní vzmach je principem života jako metafyzického jevu, je požadavkem pohybu vpřed. Život podle Bergsona není výsledkem chemicko-fyzikálních reakcí ani náhodného výběru druhů, nýbrž tvořivým vývojem, „neseným zevnitř“. Důležité je, že spiritualita je podle Bergsona také prvkem biologie, jak on chápe tento pojem široce. Biologický aspekt zde tedy má funkci v doslovném smyslu životního principu, životního vzmachu, jehož projevem je láska jako čistě duševní hnutí.

### Učení o společnosti
O úloze životního vzmachu mluví například v knize Dva zdroje morálky a náboženství. Říká, že příroda dala člověku instinktivní morální pravidla, dostačující pro život ve skupině. Objevily se ale „výjimečné duše“, které byly pozvednuty tvůrčí emocí, tvořivým vývojem. Společenský tlak a životní vzmach („vzmach lásky“) jako komplementární projevy života jsou pak pomocí těchto jedinců výjimečně schopny přetvářet společenskou formu.
Bergson se začal problémy společenského života zabývat mnohem později. V knize „Dva zdroje morálky a náboženství“ vytvořil Bergson sociální filozofii, která chápe společnost jako projev „životního vzruchu" a je vybudována na základě rozlišování dvou forem existence lidského „Já". Žijeme většinou, zdůrazňoval již v „Bezprostředních datech vědomí“, „vnějším životem", pro druhé, nikoli pro sebe. Pouze „hlubokými úvahami" můžeme dosáhnout svého „skutečného" „Já", svobodného a mimosociálního. Ve „Dvou zdrojích morálky a náboženství" označuje vnější život jako „uzavřenou" duši a skutečné Já jako duši „otevřenou".
Jestliže je individuální a společenské totéž, uzavírá se duše do kruhu. Je zamknuta.
Henri Bergson, Dva zdroje morálky a náboženství
„Otevřená" duse je naopak čistě individuální, nadempirická, svobodná, nadsociální. Je skutečným „trváním", bezprostředním ztělesněním „životního vzruchu". Bergson zde v podstatě rozvíjí myšlenku, příbuznou s existencialistickým protikladem „autentické" a „neautentické" existence, myšlenku, jejímž cílem je hlásat, že jakýkoli společenský stav je člověku nepřátelský a zároveň že nelze žádnou přestavbou společnosti toto principiální nepřátelství odstranit. Přibližně tentýž obraz kreslí Bergson ve „Dvou zdrojích morálky a náboženství", kde použil Bergson dichotomie „společnost otevřená a uzavřená“. Bergson rozlišil morálku otevřenou, založenou na osobní odpovědnosti, jež je tvořivá a nezávislá na společnosti, a morálku uzavřenou, která je založena na tlaku společnosti, je neosobní, probíhá automaticky a instinktivně a sleduje udržení stávajících spol. zvyklostí.

## Bergsonovy úvahy o čase
Bergsonovým hlavním zájmem byla filozofická revize tehdejšího vědeckého myšlení, snad vůbec nejdůležitějším tématem byl čas. Ve svých dílech nabízel alternativu k chápaní světa pouze jako řetězce příčin a důsledků a zvláště vyhraněně vystoupil proti tomuto náhledu na člověka, lidské vnímání, prožívání.
Základním Bergsonovým pojmem, kterým ovlivnil jak filozofii, tak i literaturu, byl pojem trvání (durée). Cestou k tomuto pojmu byla úvaha nad běžným vědeckým chápáním příčin a důsledků. To se zakládá na představě, že události se odehrávají postupně a jsou dělitelné na příčiny a důsledky. Díváme-li se takto na celý svět, můžeme ho vnímat jako síť příčin a důsledků, které je možno vědecky odhalovat, zkoumat, nalézat pro ně zákony a pomocí nich pak modelovat a předpovídat budoucí děje. Bergson však tvrdí, že v lidském vnímání je cosi, co zcela odporuje tomuto názoru. Totiž že si ho nelze představit jako příčiny a důsledky, protože každý okamžik v sobě obsahuje zabarvení, dojem, část z okamžiku předchozího a zároveň nápovědu, znamení okamžiku budoucího. Když přijmeme tento názor, je podle Bergsona již nadále nemožné skutečnost dělit na části, vnímání je vždy provázáno s minulostí a budoucností, a proto se z něj nedá vyčlenit nějaký díl, nějaká část, aniž bychom se dopustili zkreslení, redukce. Bergson konstatuje, že tuto představu způsobila aplikace úvah o dělitelném prostoru či hmotě na čas a duši, jejichž základní vlastností je právě trvání. Tyto jeho úvahy byly součástí rozsáhlejší společenské diskuze, která se snažila řešit tehdejší krizi věd a společnosti. Mezi ostatní autory, kteří výrazně ovlivnili tuto diskuzi, i když mnohdy zcela jiným pojetím, patřili např. Edmund Husserl, Sigmund Freud a Friedrich Nietzsche.
Kritizoval pojetí času, které zavedl Albert Einstein.

## Vliv
Bergson nevytvořil školu. Po celý život zůstal spíše svobodným spisovatelem než vůdcem filozofické sekty. Bergsonova filozofie však měla veliký, i když často nepřímý vliv a znaly ji dvě generace evropských i amerických myslitelů. Ve Spojených státech ovlivnila vývoj pragmatismu, ve Francii i v Německu vývoj fenomenologie, personalismu i existencialismu.

### Bergsonův vliv na umění
Bergsonovo dílo sehrálo velice významnou, i když rozporuplnou kulturní úlohu; napomáhalo jednak utvářeni modernismu, jednak vzniku nové metody umělecké tvorby, která obohatila vyjadřovací předpoklady umělce.
V literatuře byl Bergsonův vliv patrný zvláště u modernistů (Marcel Proust, James Joyce, Virginie Woolfová). Ti se snažili umělecky vyjádřit právě tu představu, že čas a vědomí je nedělitelný, plynoucí proud. Kromě Bergsona zde měl velký vliv zejména William James, jehož úvahy se ubíraly podobným směrem a jehož pojem dal této literární koncepci i proslulý název – proud vědomí (stream of consciousness).

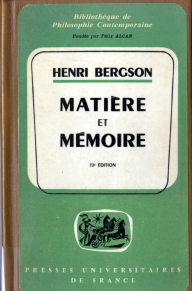
Bergson, Henri. Martiere et memoire.

Bergsonův princip proudu vědomí se rozšířil nejen v literatuře, ale i v divadle, ve filmovém umění, a to jak v dokumentárním, tak uměleckém. V této souvislosti si ihned vybavíme Resnaisův snímek Loni v Marienbadu. Dalším příkladem by mohly být některé filmy Federica Felliniho (například Osm a půl) a dalších známých režisérů.
Mluvíme-li o vlivu Bergsonova učení na mimofilozofické směry, je třeba připomenout i oblast, která je na první pohled filozofii velice vzdálená. Jde o válečnou doktrínu, jíž se řídilo francouzské velení v době připrav a v některých důležitých operacích ve válce s Německem. Barbara Tuchmanová psala v knize Srpnová děla (1962) o tom, že francouzské vojenské velení, které si uvědomovalo technickou zaostalost Francie ve srovnání s Německem, vkládalo naděje v „ducha Francie“, v „ideu s mečem“:
Vyjádřeno Bergsonem, nazývala se „élan vital“ — nepřemožitelný élan. [...] Převeden do jazyka vojenských termínů se Bergsonův „élan vital“ změnil v ofenzivní vojenskou doktrinu. 
 Barbara Tuchmanová, The Guns of August
Bergson měl ohromný vliv na generála Charlese de Gaulla. Jestli Ferdinanda Foche inspirovala idea „životního vzmachu“, pak de Gaulle převzal z Bergsonova učení ideje intuice a tvořivosti a celý svůj život se jimi řídil a opíral se o ně, když přijímal politická a vojenská rozhodnutí.

## Hlavní díla
- Essai sur les données immédiates de conscince (1889, Pojednání o bezprostředních danostech vědomí), disertační práce, česky jako Čas a svoboda.
- Matiére et mémoire (1896, Hmota a paměť),
- Le Rire (1900, Smích), česky také jako Komika charakteru,
- Introduction á la métaphysique (1903, Úvod do metafyziky),
- Évolution créatice (1907, Vývoj tvořivý),
- Énergie spirituelle (1919, Duchovní energie),
- Réflexions sur le temps, l'espace et la vie (1920, Úvahy o čase, prostoru a životě),
- Durée et simultanéité (1922, Trvání a současnost),
- L'intuition philosophique (1927, Filosofická intuice),
- Les deux sources de la morale et de la religion (1932, Dvojí pramen mravnosti a náboženství),
- La Pensée et le Mouvement (1934, Myšlení a pohyb).

Katolická církev zařadila roku 1914 tři Bergsonovy spisy na Index zakázaných knih:
- Pojednání o bezprostředních danostech vědomí (Essai sur les données immédiates de la conscience, česky vydáno jako Čas a svoboda),
- Hmota a paměť (Matière et mémoire; essai sur la relation du corps à l'esprit) a
- Vývoj tvořivý (L'évolution créatrice).[15]

## Česká vydání
- Komika charakteru, Josef Pelcl, Praha 1916, přeložil Josef Bartoš,
- Vývoj tvořivý, Jan Laichter, Praha 1919, přeložil Ferdinand Pelikán,
- Duše a tělo, Alois Hynek, Praha 1927, přeložil Josef Helm, znovu Votobia, Olomouc 1995.
- Dvojí pramen mravnosti a náboženství, Jan Laichter, Praha 1933, přeložil Václav Černý.
- Henri Bergson, Nakladatelské družstvo Máje, Praha 1939, napsal, ukázky z Bersonova díla vybral a přeložil Milíč Čapek.
- Čas a svoboda, Samcovo knihkupectví, Praha 1947, přeložil Boris Jakovenko, znovu Filosofia, Praha 1994.
- Smích (komika charakteru), Naše vojsko, Praha 1993 a 2012, přeložili Eva Majorová a Ladislav Major.
- Duchovní energie, Vyšehrad, Praha 2002, přeložila Marie Novotná.
- Myšlení a pohyb, Mladá fronta, Praha 2003, přeložil Jakub Čapek, Josef Fulka, Josef Hrdlička a Tomáš Chudý.
- Hmota a paměť, Oikoymenh, Praha 2003, přeložil Alan Beguivin.
- Dva zdroje morálky a náboženství, Vyšehrad, Praha 2007, přeložil Josef Hrdlička.
- Trvání a současnost, Pavel Mervart, Červený Kostelec 2022, přeložili Radka a Tomáš Vališkovi.

### Díla na internetu
- Díla Henri Bergsona ve francouzštině
- Celé dílo ve francouzštině na "Classiques des sciences sociales"
- Díla v angličtině (Project Gutenberg)
- 1911 Bergson, Creative Evolution anglicky
  - Různé formáty, Internet Archive
- 1910 Time and Free Will anglicky
  - Různé formáty, Internet Archive
- 1911 Matter and Memory anglicky
  - Různé formáty, Internet Archive

| 7. křeslo Francouzské akademie | 7. křeslo Francouzské akademie | 7. křeslo Francouzské akademie |
| ------------------------------ | ------------------------------ | ------------------------------ |
| Předchůdce: Émile Ollivier     | 1914–1941 Henri Bergson        | Nástupce: Edouard Le Roy       |